# Episodi di The Killing (serie televisiva 2011) (seconda stagione)
La seconda stagione della serie televisiva The Killing, composta da tredici episodi, è stata trasmessa sul canale statunitense via cavo AMC dal 1º aprile al 17 giugno 2012.
In Italia, la stagione è andata in onda in contemporanea con gli Stati Uniti dal 4 aprile al 20 giugno 2012, a pochi giorni di distanza dalla trasmissione originale, su Fox Crime.
| nº | Titolo originale    | Titolo italiano        | Prima TV USA   | Prima TV Italia |
| -- | ------------------- | ---------------------- | -------------- | --------------- |
| 1  | Reflections         | La cospirazione        | 1º aprile 2012 | 4 aprile 2012   |
| 2  | My Lucky Day        | Un giorno fortunato    | 1º aprile 2012 | 11 aprile 2012  |
| 3  | Numb                | L'incendio             | 8 aprile 2012  | 18 aprile 2012  |
| 4  | Ogi Jun             | Il tatuaggio           | 15 aprile 2012 | 25 aprile 2012  |
| 5  | Ghosts of the Past  | Fantasmi del passato   | 22 aprile 2012 | 2 maggio 2012   |
| 6  | Openings            | Spiragli               | 29 aprile 2012 | 9 maggio 2012   |
| 7  | Keylala             | La leggenda dell'isola | 6 maggio 2012  | 16 maggio 2012  |
| 8  | Off the Reservation | La chiave              | 13 maggio 2012 | 23 maggio 2012  |
| 9  | Sayonara, Hiawatha  | Sayonara, Hiawatha     | 20 maggio 2012 | 30 maggio 2012  |
| 10 | 72 Hours            | 72 ore                 | 27 maggio 2012 | 6 giugno 2012   |
| 11 | Bulldog             | Bulldog                | 3 giugno 2012  | 13 giugno 2012  |
| 12 | Donnie or Marie     | Lui o lei              | 10 giugno 2012 | 20 giugno 2012  |
| 13 | What I Know         | Quello che so          | 17 giugno 2012 | 20 giugno 2012  |

## La cospirazione
- Titolo originale: Reflections
- Diretto da: Agnieszka Holland
- Scritto da: Veena Sud

### Trama
- Ascolti USA: telespettatori 1.802.000[2]

## Un giorno fortunato
- Titolo originale: My Lucky Day
- Diretto da: Dan Attias
- Scritto da: Dawn Prestwich e Nicole Yorkin

### Trama
- Ascolti USA: telespettatori 1.802.000[2]

## L'incendio
- Titolo originale: Numb
- Diretto da: Brad Anderson
- Scritto da: Eliza Clark

### Trama
- Ascolti USA: telespettatori 1.806.000[3]

## Il tatuaggio
- Titolo originale: Ogi Jun
- Diretto da: Phil Abraham
- Scritto da: Jeremy Doner

### Trama
- Ascolti USA: telespettatori 1.650.000[4]

## Fantasmi del passato
- Titolo originale: Ghosts of the Past
- Diretto da: Ed Bianchi
- Scritto da: Wendy Riss

### Trama
- Ascolti USA: telespettatori 1.592.000[5]

## Spiragli
- Titolo originale: Openings
- Diretto da: Kevin Bray
- Scritto da: Aaron Zelman

### Trama
- Ascolti USA: telespettatori 1.353.000[6]

## La leggenda dell'isola
- Titolo originale: Keylela
- Diretto da: Nicole Kassell
- Scritto da: Dan Nowak

### Trama
- Ascolti USA: telespettatori 1.344.000[7]

## La chiave
- Titolo originale: Off the Reservation
- Diretto da: Veena Sud
- Scritto da: Nathaniel Halpern

### Trama
- Ascolti USA: telespettatori 1.606.000[8]

## Sayonara, Hiawatha
- Titolo originale: Sayonara, Hiawatha
- Diretto da: Phil Abraham
- Scritto da: Nicole Yorkin e Dawn Prestwich

### Trama
- Ascolti USA: telespettatori 1.305.000[9]

## 72 ore
- Titolo originale: 72 Hours
- Diretto da: Nicole Kassel
- Scritto da: Eliza Clark

### Trama
- Ascolti USA: telespettatori 1.312.000[10]

## Bulldog
- Titolo originale: Bulldog
- Diretto da: Ed Bianchi
- Scritto da: Jeremy Doner

### Trama
- Ascolti USA: telespettatori 1.669.000[11]

## Lui o lei
- Titolo originale: Donnie or Marie
- Diretto da: Keith Gordon
- Scritto da: Aaron Zelman e Wendy Riss

### Trama
- Ascolti USA: telespettatori 1.841.000[12]

## Quello che so
- Titolo originale: What I Know
- Diretto da: Patty Jenkins
- Scritto da: Veena Sud e Dan Nowak

### Trama
- Ascolti USA: telespettatori 1.448.000[13]